# Azamgarh (divisie)

Ligging in Uttar Pradesh

Azamgarh is een divisie binnen de Indiase deelstaat Uttar Pradesh. De divisie Azamgarh bestaat uit de districten:
- Azamgarh
- Ballia
- Mau